# IC 2841
IC 2841 је појединачна звијезда у сазвјежђу Лав која се налази на листи објеката дубоког неба у Индекс каталогу.
Деклинација објекта је + 12° 36' 6" а ректасцензија 11h 27m 48,9s.